# Jadwiga Chojnacka

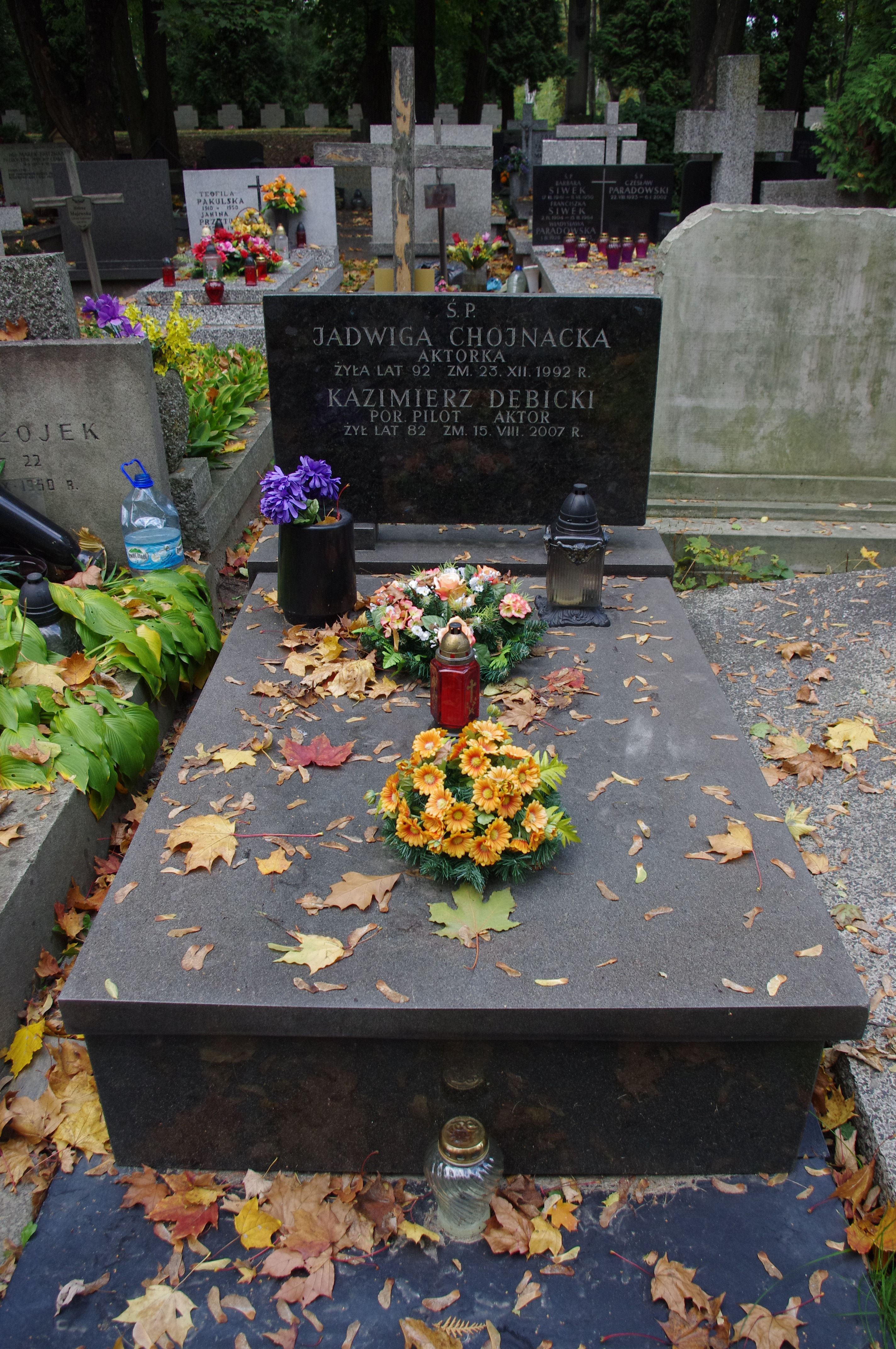
Grób aktorów Jadwigi Chojnackiej i Kazimierza Dębickiego na Cmentarzu Wojskowym na Powązkach w Warszawie

Jadwiga Chojnacka, właściwie Jadwiga Linde (ur. 11 października 1900 w Warszawie, zm. 23 grudnia 1992 tamże) – polska aktorka teatralna, filmowa i telewizyjna, wieloletnia pedagog Państwowej Wyższej Szkoły Filmowej w Łodzi, reżyser i dyrektor teatru. Budownicza Polski Ludowej.

## Życiorys
Ukończyła Instytut Reduty. Była związana ze scenami Sosnowca (1923), Poznania (1927–1929), Warszawy (1923–1927 i 1929–1930) i Łodzi (1931–1933). Pracując jako asystentka z Leonem Schillerem, Juliuszem Osterwą i Aleksandrem Węgierką uzyskała uprawnienia reżyserskie. W latach 1939–1941 występowała w Polskim Teatrze Dramatycznym we Lwowie.
W latach 1943–1948 była członkiem PPR. Po II wojnie światowej, w latach 1945–1946 pełniła funkcję pełnomocnika rządu ds. kultury na miasto Łódź. Od 1948 roku należała do PZPR, w latach 1952–1956 była członkiem Komitetu Miejskiego PZPR w Łodzi, a w latach 1963–1965 – członkiem Komitetu Miejskiego PZPR w Warszawie.
Występowała na scenach Teatru Domu Wojska Polskiego w Łodzi (1946–1949), Teatru Współczesnego w Warszawie (1949–1951), Teatru Powszechnego w Łodzi (1951–1957) oraz Teatru Klasycznego w Warszawie (1957–1969).
W latach 1951–1957 była dyrektorem i kierownikiem artystycznym Teatru Powszechnego w Łodzi. W latach 1947–1990 wykładała w łódzkiej PWSF.
Została pochowana na Cmentarzu Wojskowym na Powązkach w Warszawie (kwatera: AII-IX-16).

## Filmografia
- Ostatni etap (1947) – więźniarka na rewirze
- Skarb (1948) – Honorata Malikowa, właścicielka mieszkania przy ul. Równej 64 w Warszawie
- Pierwszy start (1953) – Aniela Spojdzina, ciotka Tomka
- Piątka z ulicy Barskiej (1953) – ciotka Kazka Spokornego
- Godziny nadziei (1955) – siostra Margiel
- Zadzwońcie do mojej żony (1958) – Stępowska, matka Zbigniewa
- Awantura o Basię (1959) – Walentowa, dozorczyni kamienicy Olszowskiego
- Kamienne niebo (1959) – dozorczyni Safianowa
- Zobaczymy się w niedzielę (1959) – Gawrakowa, matka Bronki
- Dziś w nocy umrze miasto (1961) – ciocia Poldi
- Wyrok (1961) – Aniela Kowalska, sąsiadka Celarskiej
- Zaduszki (1962) – właścicielka hoteliku
- Smarkula (1963) – gospodyni Wężyka, wuja Krysi
- Agnieszka 46 (1964) – znachorka Pobłocka
- Drewniany różaniec (1964) – siostra Zenona
- Panienka z okienka (1964) – Mina, służąca Johannesa Szulca
- Niewiarygodne przygody Marka Piegusa (serial telewizyjny) (1966) – ciotka Dora (odc. 1. Przygoda pierwsza, czyli niesamowite i niewiarygodne okoliczności, które sprawiły, że nie odrobiłem lekcji)
- Upiór (1967) – brygadierowa Sugobrina
- Czerwone i złote (1967) – Barbara Kaczmarkowa
- Tylko umarły odpowie (1969) – Marianna Wiatryk, sąsiadka Dąbka
- Podróż za jeden uśmiech (serial telewizyjny) (1971) – gospodyni podwożąca chłopaków do Kazimierza (odc. 2)
- Kłopotliwy gość (1971) – kobieta odwiedzająca „to”
- Chłopi (serial telewizyjny) (1972) – Marcjanna Pacześ, Dominikowa, matka Jagny
- Dziewczyny do wzięcia (1972) – bileterka w teatrze
- Kopernik (1972) – matka złodzieja Kacpra
- Kopernik (1972) – matka złodzieja Kacpra (odc. 3)
- Chłopi (1973) – Marcjanna Pacześ, Dominikowa, matka Jagny
- Janosik (serial telewizyjny) (1973) – służąca, opiekująca się dziewczętami na zamku (odc. 5. Tańcowali zbójnicy)
- Stawiam na Tolka Banana (serial telewizyjny) (1973) – gosposia Klara, aktorka w „filmie” (odc. 2. Karioka)
- Nie ma róży bez ognia (1974) – przekupka z jajkami, pasażerka autobusu
- Moja wojna, moja miłość (1975) – gosposia w domu Marka
- Dzieje grzechu (1975) – służąca Leośka
- Kazimierz Wielki (1975) – służąca Cudki
- Pan Samochodzik i praskie tajemnice (1988) – gosposia doktora

## Odznaczenia i nagrody
- Krzyż Oficerski Orderu Odrodzenia Polski (1955)
- Order Budowniczych Polski Ludowej (1984)
- Order Sztandaru Pracy I klasy (1960)
- Order Sztandaru Pracy II klasy (1949)[4]
- Medal 10-lecia Polski Ludowej (1955)[5]
- Medal Komisji Edukacji Narodowej (1983)
- Medal im. Ludwika Waryńskiego (1986)[6]
- Odznaka 1000-lecia Państwa Polskiego(1967)[7]
- Zasłużony dla Kultury Narodowej (1986)
- Nagroda Państwowa za role teatralne (1947)
- Tytuł naukowy profesora nadzwyczajnego (1964)
- Nagroda Ministra Kultury i Sztuki (1976);
- „Specjalne Złote Grono” na XII Lubuskim Lecie Filmowym w Łagowie w 25. rocznicę realizacji w Łagowie filmu Godziny nadziei w reż. Jana Rybkowskiego (1980)